# Meus Prêmios Nick 2015
O  Meus Prêmios Nick 2015 foi a 16ª edição da  premiação.  Aconteceu no dia 15 de outubro no Citibank Hall em São Paulo. A premiação foi apresentada pelo humorista Fábio Porchat.

## Vencedores e indicados
Abaixo todos os finalistas da edição. 

### Atleta do Ano
| Indicado       | Resultado | País   |
| -------------- | --------- | ------ |
| Neymar         | Venceu    | Brasil |
| Arthur Zanetti | Indicado  | Brasil |
| Gabriel Medina | Indicado  | Brasil |
| Karen Jonz     | Indicado  | Brasil |

### Humorista Favorito
| Indicado           | Resultado | País   |
| ------------------ | --------- | ------ |
| Tatá Werneck       | Venceu    | Brasil |
| Eduardo Sterblitch | Indicado  | Brasil |
| Fábio Porchat      | Indicado  | Brasil |
| Paulo Gustavo      | Indicado  | Brasil |

### Lance do Ano
| Indicado                                     | Atleta         | Resultado | País   |
| -------------------------------------------- | -------------- | --------- | ------ |
| Gol na final da Champions League             | Neymar         | Venceu    | Brasil |
| Eleita melhor jogadora de Handebol do mundo  | Duda Amorim    | Indicado  | Brasil |
| Maior artilheira da história da Copa         | Marta          | Indicado  | Brasil |
| Primeiro brasileiro campeão mundial de surfe | Gabriel Medina | Indicado  | Brasil |

### Filme do Ano
| Indicado                  | Resultado | País           |
| ------------------------- | --------- | -------------- |
| Minions                   | Venceu    | Estados Unidos |
| Divertida Mente           | Indicado  | Estados Unidos |
| Jurassic World            | Indicado  | Estados Unidos |
| Vingadores: Era de Ultron | Indicado  | Estados Unidos |

### Programa de TV Favorito
| Indicado            | Resultado | País           |
| ------------------- | --------- | -------------- |
| Austin & Ally       | Venceu    | Estados Unidos |
| Bella e os Bulldogs | Indicado  | Estados Unidos |
| Toni, la Chef       | Indicado  | Estados Unidos |
| Violetta            | Indicado  | Argentina      |

### Programa Brasileiro Favorito
| Indicado            | Resultado | País   |
| ------------------- | --------- | ------ |
| Chiquititas         | Venceu    | Brasil |
| Art Attack          | Indicado  | Brasil |
| Irmão do Jorel      | Indicado  | Brasil |
| Zica e os Camaleões | Indicado  | Brasil |

### Cantor Favorito
| Indicado     | Resultado | País   |
| ------------ | --------- | ------ |
| Luan Santana | Venceu    | Brasil |
| MC Gui       | Indicado  | Brasil |
| MC Guimê     | Indicado  | Brasil |
| Thiaguinho   | Indicado  | Brasil |

### Cantora Favorita
| Indicado       | Resultado | País   |
| -------------- | --------- | ------ |
| Pitty          | Venceu    | Brasil |
| Anitta         | Indicado  | Brasil |
| Claudia Leitte | Indicado  | Brasil |
| Ivete Sangalo  | Indicado  | Brasil |

### Música do Ano
| Indicado           | Artista      | Resultado | País   |
| ------------------ | ------------ | --------- | ------ |
| Escreve Aí         | Luan Santana | Venceu    | Brasil |
| Cabelos de Algodão | Fly          | Indicado  | Brasil |
| Meu Bem            | NX Zero      | Indicado  | Brasil |
| Segue o Fluxo      | MC Gui       | Indicado  | Brasil |

### Revelação Musical
| Indicado           | Resultado | País   |
| ------------------ | --------- | ------ |
| Biel               | Venceu    | Brasil |
| Henrique e Juliano | Indicado  | Brasil |
| Lexa               | Indicado  | Brasil |
| Ludmilla           | Indicado  | Brasil |

### Artista Internacional Favorito
| Indicado      | Resultado | País           |
| ------------- | --------- | -------------- |
| One Direction | Venceu    | Reino Unido    |
| Ariana Grande | Indicado  | Estados Unidos |
| Demi Lovato   | Indicado  | Estados Unidos |
| Ed Sheeran    | Indicado  | Reino Unido    |

### Gato do Ano
| Indicado         | Resultado | País   |
| ---------------- | --------- | ------ |
| Paulo Castagnoli | Venceu    | Brasil |
| Biel             | Indicado  | Brasil |
| Luan Santana     | Indicado  | Brasil |
| Rafael Vitti     | Indicado  | Brasil |

### Gata do Ano
| Indicado         | Resultado | País   |
| ---------------- | --------- | ------ |
| Isabella Santoni | Venceu    | Brasil |
| Anitta           | Indicado  | Brasil |
| Manu Gavassi     | Indicado  | Brasil |
| Sabrina Sato     | Indicado  | Brasil |

### Aplicativo Favorito
| Indicado  | Resultado | País           |
| --------- | --------- | -------------- |
| WhatsApp  | Venceu    | Estados Unidos |
| Instagram | Indicado  | Estados Unidos |
| Snapchat  | Indicado  | Estados Unidos |
| Youtube   | Indicado  | Estados Unidos |

### Joga na gringa
| Indicado    | Resultado | País   |
| ----------- | --------- | ------ |
| David Luiz  | Venceu    | Brasil |
| Duda Amorim | Indicado  | Brasil |
| Marta       | Indicado  | Brasil |
| Neymar      | Indicado  | Brasil |

### Web Star
| Indicado             | Resultado | País   |
| -------------------- | --------- | ------ |
| Christian Figueiredo | Venceu    | Brasil |
| Mariana Nolasco      | Indicado  | Brasil |
| OK!OK!               | Indicado  | Brasil |
| Niina Secrets        | Indicado  | Brasil |

### Promessa de Medalha
| Indicado                  | Resultado | País   |
| ------------------------- | --------- | ------ |
| Flávia Saraiva            | Venceu    | Brasil |
| Filipe Toledo             | Indicado  | Brasil |
| Lucarelli                 | Indicado  | Brasil |
| Marcus Vinicius D'Almeida | Indicado  | Brasil |

### Desenho Animado Favorito
| Indicado         | Resultado | País           |
| ---------------- | --------- | -------------- |
| Bob Esponja      | Venceu    | Estados Unidos |
| Apenas Um Show   | Indicado  | Estados Unidos |
| Breadwinners     | Indicado  | Estados Unidos |
| Hora de Aventura | Indicado  | Estados Unidos |

### Melhoradores - Vamos juntos melhorar o mundo
| Indicado       | Resultado |
| -------------- | --------- |
| Bárbara Amorim | Venceu    |
| Ingrid Soto    | Indicado  |
| Júlia Ferreira | Indicado  |
| Yasmin Pereira | Indicado  |